# Гарднер-Барр, Энни
Энни Гарднер Барр (29 июля 1864 — 29 июня 1921) — канадская художница и социальный реформатор.
Барр окончила Брантфордский женский колледж в 1883 году, получив несколько наград, и продолжила изучать искусство в женском колледже Алма в Сент-Томасе, Онтарио. В 1893 году она получила высшее образование, а также получила почётное упоминание за натюрморт, который выставила на Всемирной колумбийской выставке в Чикаго.
В 1895 году Барр вышла замуж за Джорджа У. Брауна и переехала в Регину, Саскачеван, где прожила всю оставшуюся жизнь. Её муж был известным поселенцем, юристом, бизнесменом и политиком, и как его жена она приобрела значительное влияние. С 1910 по 1915 год он занимал должность вице-губернатора провинции.
Барр была активна в местной методистской церкви и через неё стала активной сторонницей Местного совета женщин, выступая в качестве руководительницы организации. Совет объединил ряд женских организаций, в том числе Женский христианский союз воздержания, Молодую христианскую ассоциацию женщин, Императорский орден дочерей Империи, Женский музыкальный клуб, Абердинскую ассоциацию, Больничную помощь, Женский образовательный клуб и Клуб Канната, и во всех них Барр принимала участие. Известно, что она не была активной суфражисткой, но в 1915 году была почётным президентом Провинциального совета по равным привилегиям (Provincial Equal Franchise Board; женщины Саскачевана получили избирательное право в следующем году). Во время Первой мировой войны она служила добровольцем в Красном Кресте и других организациях по оказанию помощи военным.
У Барр и её мужа было двое детей: Беатрис Энни, 1897 г.р., и Гордон Барр, 1901 г.р. Она умерла в 1921 году, её муж умер на два года раньше неё.